# Ducos (Martinique)
Pour les articles homonymes, voir Ducos.

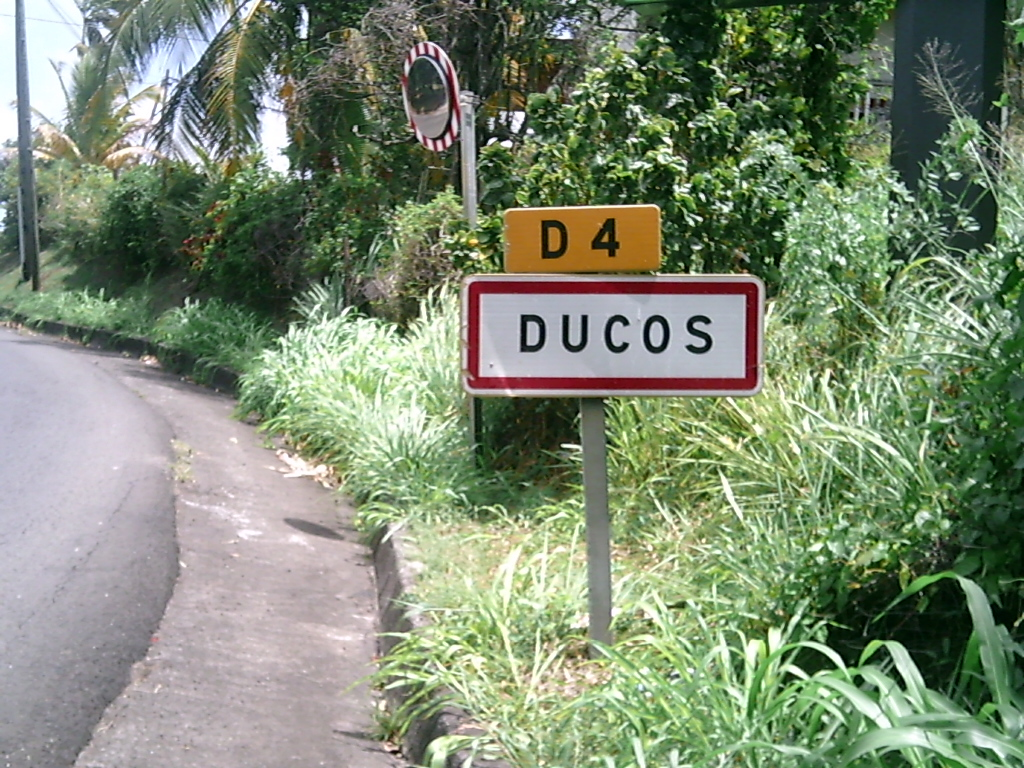
Entrée de la ville de Ducos.

Ducos [dykɔs] est une commune française, située dans le département de la Martinique. Ses habitants sont appelés les Ducossais. Ducos était nommé Trou-au-Chat jusqu'à 1855. La ville de Ducos est actuellement la cinquième commune la plus peuplée de la Martinique après Fort-de-France, Lamentin, Le Robert, Schoelcher et la plus peuplée du sud de l'île.

## Géographie

### Localisation
Située à l'intérieur des terres de la Martinique, Ducos est une ville à l'origine artisanale et agricole.

### Communes limitrophes
Les communes limitrophes sont  Le François, Le Lamentin, Rivière-Salée et Saint-Esprit.
| Le Lamentin |               | Le François  |
|             | Ducos         |              |
|             | Rivière-Salée | Saint-Esprit |

### Climat
Le climat y est de type tropical.

## Urbanisme
Depuis le début des années 1990, une politique d'urbanisation excessive la transforme progressivement en cité-dortoir. En effet, situé à quelques kilomètres de Fort-de-France et des nombreuses zones d'activités du Lamentin, Ducos accueille chaque année en son sein de nouveaux habitants.

### Typologie
Ducos est une commune urbaine, car elle fait partie des communes denses ou de densité intermédiaire, au sens de la grille communale de densité de l'Insee,,,.
Elle appartient à l'unité urbaine du Robert, une agglomération intra-départementale regroupant 11 communes et 129 747 habitants en 2022, dont elle est une ville-centre,.
Par ailleurs la commune fait partie de l'aire d'attraction de Fort-de-France, dont elle est une commune de la couronne. Cette aire, qui regroupe 28 communes, est catégorisée dans les aires de 200 000 à moins de 700 000 habitants,.

## Toponymie
Elle tient son nom du ministre de la Marine et des Colonies de Napoléon III Théodore Ducos et s'appelait auparavant Trou-au-chat.

## Histoire
Initialement rattaché à la paroisse du Cul-de-Sac-à-Vache (ancien nom de Rivière-Salée et Les Trois-Îlets), Trou-au-Chat est érigé en paroisse en 1687 puis en commune en 1837. En 1854 le Conseil Municipal jugeant le nom péjoratif, proposa de renommer la commune en lui attribuant le nom du ministre de la Marine et des Colonies de Napoléon III Théodore Ducos. Sollicité, ce dernier, bien qu'approuvant les sentiments motivant cette requête, signifie son refus dans une lettre adressée au gouverneur en date du 31 août 1854. Décédant l'année suivante, le Conseil Municipal soumet une nouvelle demande qui est acceptée par le nouveau ministre. Par décret impérial la commune de Trou-au-Chat devient Ducos. L’arrêt parait dans le moniteur du 6 septembre 1855.

## Politique et administration

### Rattachements administratifs et électoraux
Ducos appartient à l'arrondissement du Marin et vote pour les représentants de l'Assemblée de Martinique. Avant 2015, elle élisait son représentant au conseil général dans le canton de Ducos, entité dont elle était le chef-lieu et unique commune.
Pour l'élection des députés, la commune fait partie de la quatrième circonscription de la Martinique.

### Intercommunalité
La commune appartient à la communauté d'agglomération de l'Espace Sud de la Martinique qui regroupe toutes les communes du sud de la collectivité territoriale.

### Liste des maires
| Période      | Période      | Identité                   | Étiquette            | Qualité |
| ------------ | ------------ | -------------------------- | -------------------- | --- |
| 1947         | 1954         | Honoré Quitman             |                      | |
| 1954         | mars 1971    | Marc André                 | SFIO puis UDR        | Conseiller général du canton de Ducos (1955 → 1973) |
| mars 1971    | juin 1995    | Maurice Louis-Joseph-Dogué | DVG puis PS puis PMS | Instituteur puis directeur d’école Député de la Martinique (1986 → 1988) Député de la 4e circonscription de la Martinique (1988 → 1993) Conseiller régional de la Martinique (1983 → 1986) Conseiller général du canton de Ducos (1973 → 1995) |
| juin 1995    | mars 2001    | Lucien Cilla               | PS                   | Professeur de collège Conseiller général du canton de Ducos (1995 → 1998) |
| mars 2001    | juillet 2020 | Charles-André Mencé        | RDM                  | Fonctionnaire retraité Conseiller général du canton de Ducos (1998 → 2015) Conseiller territorial de Martinique (2015 → 2021) 1er vice-président de l'Espace Sud Martinique (2014 → )                                                          |
| juillet 2020 | en cours     | Aurélie Nella              | Péyi-A               | Conseillère exécutive (2015 → 2021) Conseillère territoriale de Martinique (2021 → ) |

### Instances judiciaires
L'unique prison de la Martinique et le centre de détention des personnes étrangères y sont situés. En 2007, une extension de 80 places a été effectuée au centre pénitentiaire.

## Population et société

### Démographie
L'évolution du nombre d'habitants est connue à travers les recensements de la population effectués dans la commune depuis 1961, premier recensement postérieur à la départementalisation de 1946. À partir de 2006, les populations de référence des communes sont publiées annuellement par l'Insee. Le recensement repose désormais sur une collecte d'information annuelle, concernant successivement tous les territoires communaux au cours d'une période de cinq ans. Pour les communes de plus de 10 000 habitants les recensements ont lieu chaque année à la suite d'une enquête par sondage auprès d'un échantillon d'adresses représentant 8 % de leurs logements, contrairement aux autres communes qui ont un recensement réel tous les cinq ans,.

En 2022, la commune comptait 17 837 habitants, en évolution de +2,51 % par rapport à 2016 (Martinique : −4,11 %, France hors Mayotte : +2,11 %).
| 1961  | 1967  | 1974  | 1982  | 1990   | 1999   | 2006   | 2011   | 2016   |
| ----- | ----- | ----- | ----- | ------ | ------ | ------ | ------ | ------ |
| 6 572 | 7 083 | 6 930 | 9 409 | 12 401 | 15 240 | 15 977 | 17 025 | 17 400 |

| 2021   | 2022   | - | - | - | - | - | - | - |
| ------ | ------ | - | - | - | - | - | - | - |
| 17 912 | 17 837 | - | - | - | - | - | - | - |

### Enseignement
- Six écoles primaires ;
- deux écoles maternelles ;
- Le collège Asselin de Beauville ;
- Le lycée général et technologique Paulette Nardal ;
- un lycée agricole de Croix-Rivail ;
- un centre de formation d'apprentis ;
- une école de formation d'éducateur spécialisé.

### Sports et loisirs

#### Sports
Équipements sportifs :
- Stade Max-Soron ;
- Un hall des sports ;
- Piste Cyclable Communautaire de Pays-Noyé à Ducos[15]

Clubs sportifs :
- Le New Star de Ducos, football ; (ancien club de Mickaël Biron, actuel joueur professionnel de football de Oud-Heverlee Louvain en Belgique et ancien joueur du RWD Molenbeek et de l'AS Nancy-Lorraine[16] )
- ASC Ducos, handball ;
- US Ducossaise, basket-ball ;
- Smatch Club, volley-ball ;
- Zénith de Ducos, athlétisme ;
- Espoir Cycliste Ducossais, (ECD) cyclisme ;Espoir Cycliste Ducossais
- EDAM, judo ;
- Tesla Gym Ducos, gymnastique.

#### Loisirs
- Un centre culturel.
- Nombreuses associations.
- Espoir Cycliste Ducossais, (ECD) cyclisme ;Espoir Cycliste Ducossais
- EDAM, judo ;
- Tesla Gym Ducos, gymnastique.

## Économie
La commune possède le seul barrage hydraulique de la Martinique, celui de Saint-Pierre-Manzo, long de 325 m et ayant une capacité de retenue d'eau de 7,9 millions de m3, achevé en 1980.
La ville de Ducos possède la plus grande zone industrielle du Sud de la Martinique (la zone industrielle de Champigny). Mais aussi le grand centre commercial du Sud de la Martinique (centre commercial de Génipa). Mais il existe aussi d'autre zones industrielles comme la ZI Petite-Cocotte.
De plus le tourisme vert s'y développe grandement grâce à son arrière-pays qui a su garder son caractère authentique et la présence de mangrove où se développent des balades en canoë notamment.

## Culture locale et patrimoine

### Lieux et monuments
- La baie de Génipa ;
- Champigny Pays Noyé ;
- Le château Aubéry, inscrit au titre des Monuments historiques conformément à l’arrêté préfectoral n° 92-2807 du 31 décembre 1992, labellisé « patrimoine du XXe siècle » le 12 mai 2015 ;
- L'habitation Rivière La Manche, ancienne habitation de Jorna ou de Fabrique.
- La tombe de Joséphine des Vergers de Sannois (1816-1847), fille de Joseph François des Vergers de Sannois, cousin germain de Joséphine de Beauharnais, et de Louise Henriette Joséphine Eliette de Fabrique Saint-Tours. Elle épouse en 1834 Charles Huyghues Derivry (1806-1875), premier maire du Trou-au-Chat en 1837.
- Le barrage de La Manzo ;
- Église Notre-Dame-de-la-Nativité (1901), architecte Pierre-Henri Picq, inscription au titre des Monuments historiques par arrêté du 14 décembre 1989[17]. L'église est dédiée à la Nativité de Marie.
- Chapelle des Trois-Ave de Baringthon.

### Personnalités liées à la commune
- Théodore Ducos (1801-1855) : ancien ministre de la Marine et des colonies en l'honneur de qui la ville fut renommée ;
- Maurice Louis-Joseph-Dogué (1927-2002) : enseignant et directeur d'école, maire de Ducos de 1971 à 1995, conseiller général de 1973 à 1993 et député socialiste de la Martinique de 1986 à 1993. Il fonde en 1990, le Parti martiniquais socialiste avec Olga Delbois et Ernest Wan-Ajouhu.
- Georges Desportes (1921-2016) : écrivain né à Ducos. Romancier, poète et essayiste, Georges Desportes est l'auteur notamment des romans : "Les Marches souveraines", "Sous l'œil fixe du soleil" et "Cette île qui est la nôtre" ;
- Marie-Magdeleine Carbet (1902-1996) : romancière née à Ducos, son roman le plus connu est "Rose de ta grâce". En 1970, elle a reçu le Prix littéraire des Caraïbes en 1970.
- Mickaël Biron, ancien joueur du New Star de Ducos et actuel joueur professionnel de football de Oud-Heverlee Louvain en Belgique et ancien joueur du RWD Molenbeek, de KV Ostende et de l'AS Nancy-Lorraine[16] ).
- Mickaël Stanislas, coureur cycliste, vainqueur du Tour de la Martinique et champion de la Caraïbe sur route en 2018. Il est aussi vainqueur du Trophée de la Caraïbe en 2018 et 2023.
- Pierre-Just Marny (1943-2011) : détenu 48 ans, il se suicide au centre pénitentiaire de Ducos.